# 内博伊沙·戈利奇
内博伊沙·戈利奇（1977年1月23日—），塞尔维亚前男子手球运动员。他曾代表南联盟参加2000年夏季奥林匹克运动会手球比赛，结果队伍获得第四名。